# مونتيفينو
مونتيفينو (بالإيطالية: Montefino)‏ هي بلدية في مقاطعة تيرامو في إقليم أبروتسو الإيطالي.

## السكان
في سنة 1861 بلغ عدد السكان 1٬539 نسمة، وتطور العدد ليصل في سنة 2011 لـ 1٬091 نسمة.
يظهر هذا المخطط البياني تطور النمو السكاني لـ مونتيفينو